# Tomáš Vestenický
Tomáš Vestenický [tomáš vestěnický] (* 6. dubna 1996, Topoľčany, Slovensko) je slovenský fotbalový útočník, hráč klubu Cracovia od ledna 2018 na hostování v FC Nitra. Mimo Slovensko působil na klubové úrovni v Itálii a Polsku.
Podle Ľubomíra Moravčíka patřil k největším talentům současného slovenského fotbalu.
Jeho fotbalovým idolem je portugalský hráč Cristiano Ronaldo, oblíbeným týmem anglický Manchester United FC.

## Klubová kariéra
Byl na testech v Celtic FC, přestup mu nabídly kluby AS Řím a Inter Milán. V prosinci 2013 byl z FC Nitra na testech ve francouzském prvoligovém klubu SC Bastia. Zájem o něj měl i ŠK Slovan Bratislava, italský FC Janov a AS Řím. Do AS Řím nakonec zamířil na 1½roční hostování, součástí kontraktu byla i opce na další 3 roky.
Na podzim 2015 hostoval z AS Řím v Modena FC ze Serie B. V únoru 2016 odešel na hostování do polského klubu Cracovia. V červnu 2016 Cracovia uplatnila opci a Vestenického z AS Řím vykoupila. V Cracovii se mu střelecky příliš nevedlo, vstřelil pouze jeden ligový gól. Proto odešel v lednu 2018 na hostování do FC Nitra.

## Reprezentační kariéra
Reprezentoval Slovensko na mistrovství světa ve fotbale hráčů do 17 let 2013 ve Spojených arabských emirátech, kde jeho tým postoupil do osmifinále. Vstřelil na šampionátu pět branek a získal tak dělené čtvrté místo v tabulce střelců.
1. dubna 2014 vstřelil v reprezentaci do 18 let 5 gólů Makedonii, mladí Slováci zvítězili nad svými balkánskými vrstevníky v přípravném zápase ve Skopje 6:0.

Se slovenskou „jedenadvacítkou“ slavil v říjnu 2016 postup z kvalifikace na Mistrovství Evropy 2017 v Polsku.
Trenér Pavel Hapal jej zařadil v červnu 2017 do 23členné nominace na šampionát v Polsku. Slovensku těsně unikl postup do semifinále.